# Pterocles exustus

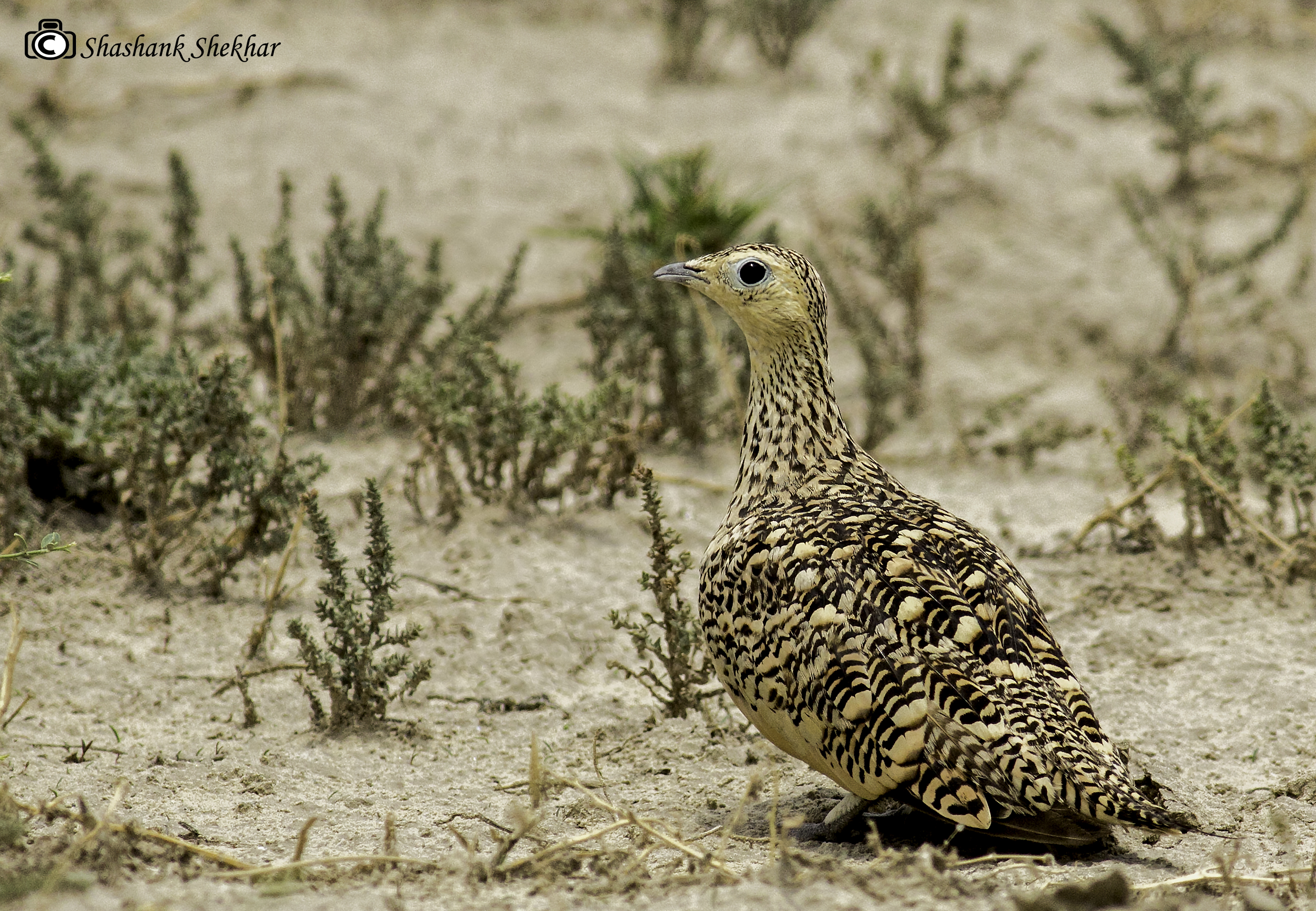
Una femmina.

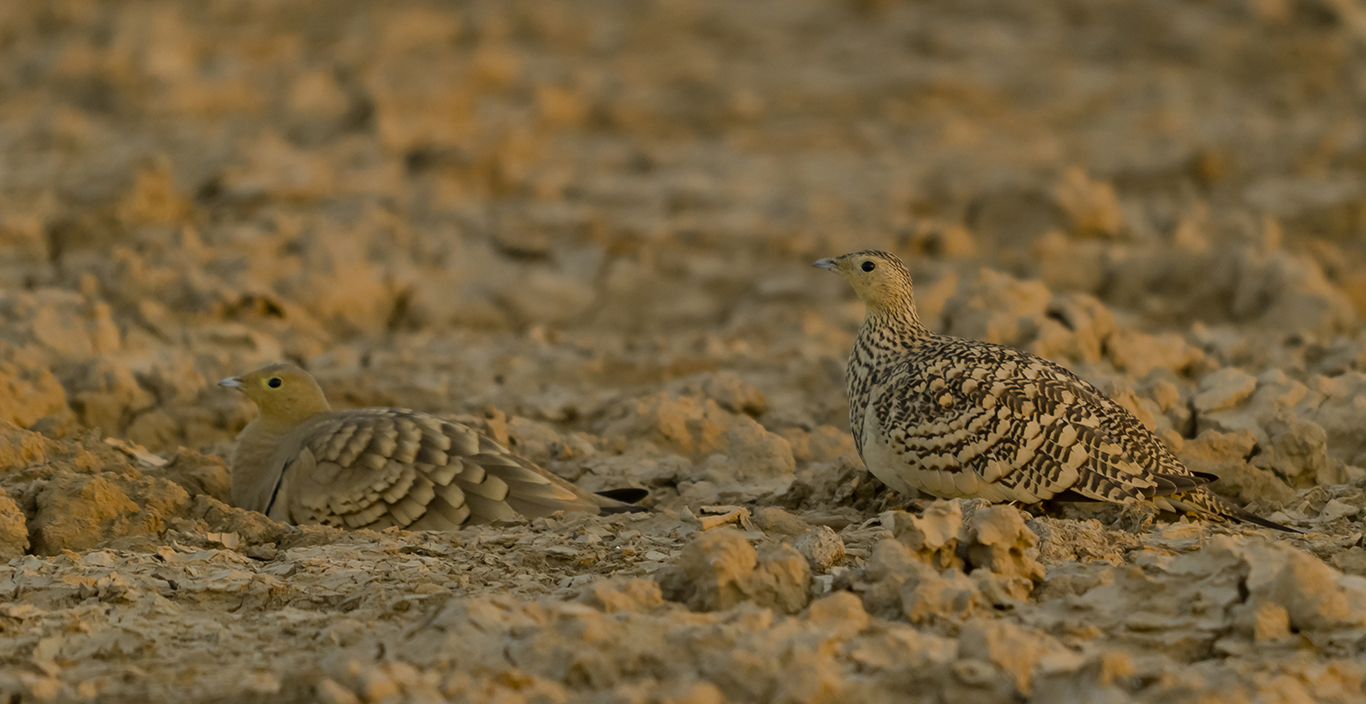
Coppia di granduli panciacastana.

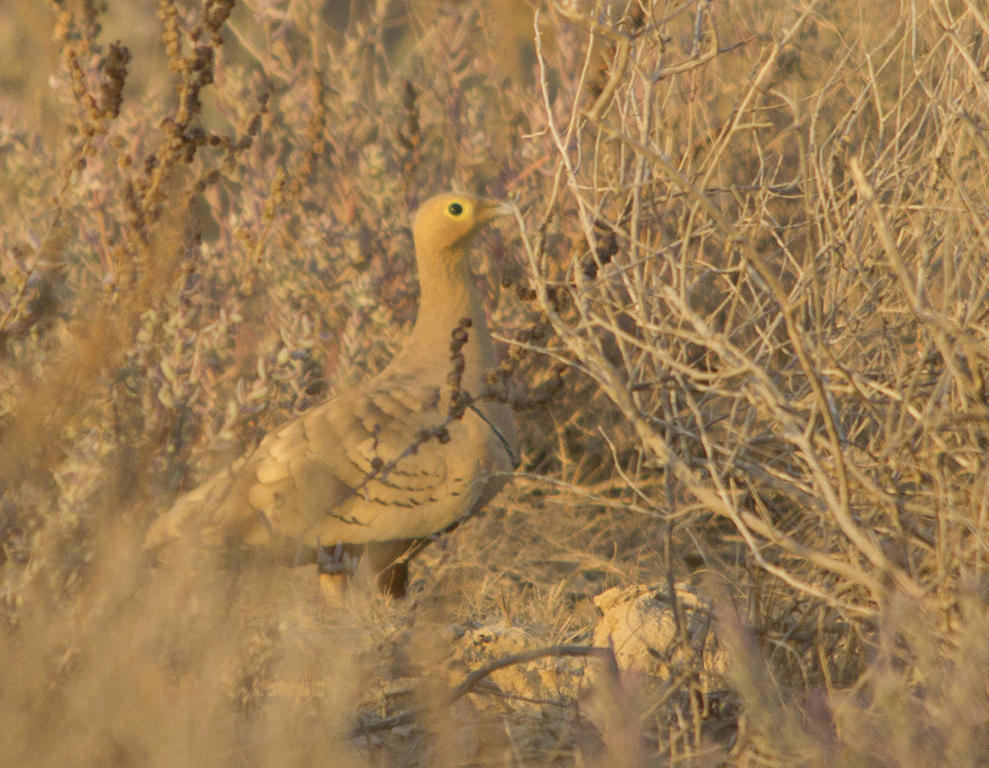
Un esemplare in ambiente desertico.

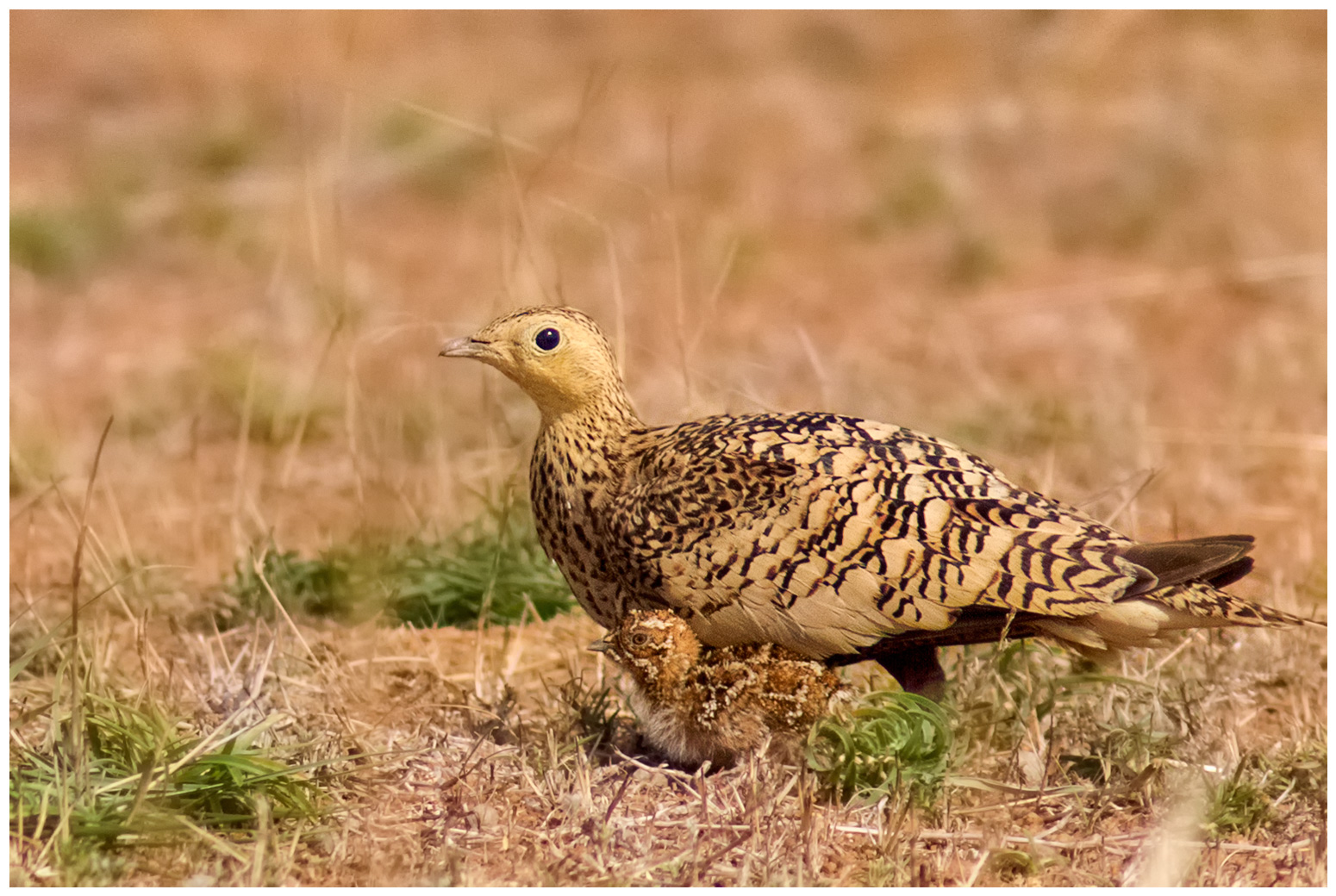
Una femmina con i piccoli (India).

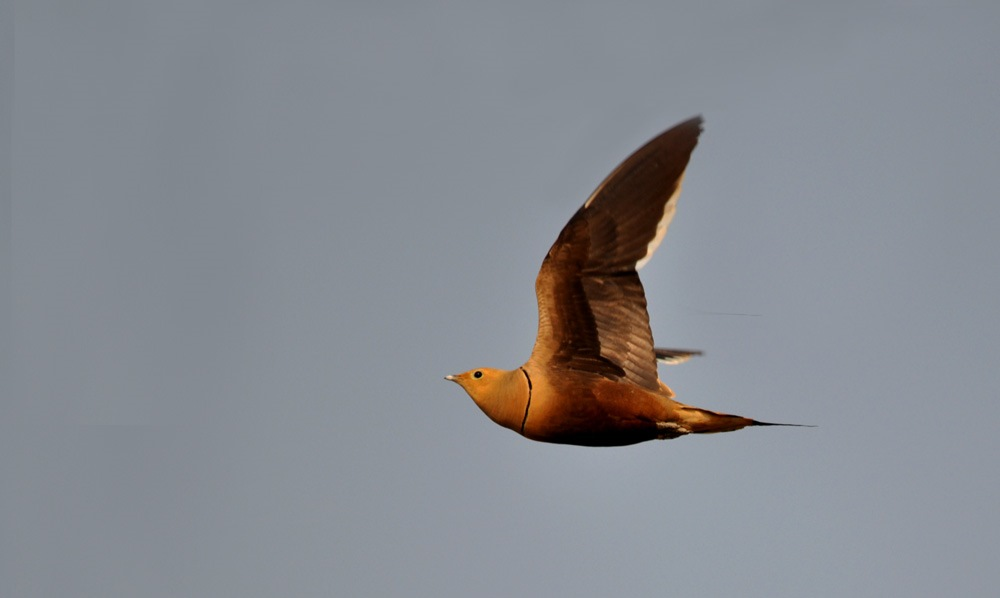
Grandule panciacastana in volo (Tiptur, Karnataka).

La grandule panciacastana (Pterocles exustus Temminck, 1825) è una specie della famiglia degli Pteroclidi originaria di un'ampia fascia di territorio che dall'Africa occidentale si estende fino all'India.

## Descrizione

### Dimensioni
Misura 31-33 cm di lunghezza, per un peso di circa 170-290 g nel maschio e 140-240 nella femmina. L'apertura alare è di 48-51 cm.

### Aspetto
Le granduli panciacastana hanno la coda composta da 16 timoniere, con le piume centrali più allungate. L'iride è marrone scura con un anello oculare giallastro. I tarsi sono beige-biancastri e il becco è blu chiaro o grigio-blu. I sessi differiscono tra loro.
Nel maschio adulto, la maggior parte della testa è di un giallo-ocra che contrasta con la colorazione scura di vertice e collo. La maggior parte della mantellina e del dorso sono color isabella scuro con riflessi olivacei se osservati sotto certe luci. Una sottile linea nera separa la parte superiore del petto dal marrone scuro del ventre. Le scapolari e la parte centrale del dorso sono contrassegnate da macchie giallo chiaro con il bordo nero. Le terziarie e le copritrici alari presentano gli stessi motivi, che danno l'effetto di una macchia giallastra se visti da lontano. Le primarie sono interamente nere. Il sottoala presenta una colorazione unica tra le specie del genere Pterocles, in quanto è uniformemente marrone scuro dalle copritrici alari alle remiganti. La femmina è abbastanza simile al maschio, anche per quanto concerne la colorazione del sottoala. Tuttavia, presenta il vertice e la parte posteriore del collo striati, mentre il petto è punteggiato e contornato di nero. Le parti inferiori sono finemente striate di nero e le evidenti macchie crema sul dorso formano almeno cinque bande ben visibili sulle copritrici alari. La parte bassa del ventre, di colore scuro, è distintamente barrata di beige.
I giovani assomigliano agli adulti dei loro rispettivi sessi. Comunque, il giovane maschio non possiede la sottile banda pettorale nera. In entrambi i sessi, le timoniere centrali allungate sono assenti e le parti superiori sono ricoperte da barre più fitte.

### Voce
Il richiamo più frequente consiste in una serie di whit-kt-arr doppi e gorgoglianti. È possibile udire anche un gutta sghignazzante emesso in volo o dal terreno, da dove funge da richiamo di contatto. Le femmine producono dei richiami meno acuti e più cigolanti.

## Comportamento
È una specie gregaria, ma la dimensione dei raggruppamenti varia considerevolmente da una regione all'altra, da 30 fino ad un centinaio di esemplari. È prevalentemente sedentaria, ma è evidente che la caduta delle precipitazioni provochi una qualche forma di nomadismo tra gli esemplari che vivono in Africa occidentale, Somalia e India. Le granduli panciacastana vanno in cerca di cibo nelle ore più fresche della mattina e del pomeriggio. Si abbeverano circa 2-4 ore dopo l'alba, o più anticipatamente in casi di forte calura. Nei periodi di canicola, alcuni uccelli visitano gli specchi d'acqua anche appena prima del tramonto. Le granduli panciacastana possono percorrere fino a 80 chilometri per trovare uno specchio d'acqua. Riposano a terra in gruppi compatti durante la notte e talvolta durante le ore più calde della giornata.

### Alimentazione
Le granduli panciacastana si nutrono principalmente di piccoli semi duri, con una certa predilezione per le leguminose. In Africa come in India, mangiano i semi dell'indigofera e della tefrosia. Mangiano anche i semi di piante coltivate che trovano tra le stoppie, nonché radici e insetti. Spesso ingeriscono piccoli sassolini per facilitare il transito del cibo attraverso il tubo digerente.

### Riproduzione
Le granduli panciacastana nidificano a terra. Creano raschiando una piccola depressione che delimitano con un sottile cordone di erbe. A volte non fissano affatto il contorno del nido. La covata è composta da tre uova lucide, di color crema o beige con delle macchie bruno-rossastre o grigio-violacee. Vengono deposte tutte nell'arco di due giorni e vengono covate per 20-23 giorni, con il maschio che si alterna alla femmina durante le ore notturne. I due genitori si occupano dell'allevamento dei giovani, che sono nidifughi e in grado di nutrirsi da soli poco tempo dopo la schiusa. Solo il maschio, comunque, si occupa di dissetare la nidiata e di trasportare l'acqua al nido. Non possediamo dati precisi riguardo allo sviluppo dei giovani e al loro raggiungimento dell'autonomia, ma si ritiene che siano in grado di volare anche prima che abbiano completato la loro crescita.
La stagione di nidificazione è piuttosto lunga e varia a seconda delle latitudini, ma probabilmente anche in base all'abbondanza delle precipitazioni: da gennaio a maggio e senza dubbio da novembre a gennaio nel nord dell'India, da aprile a giugno in Arabia e nel corno d'Africa, da febbraio a novembre in Kenya, da maggio a novembre nel nord della Tanzania e principalmente da marzo a luglio in Senegal e Mali.

## Distribuzione e habitat

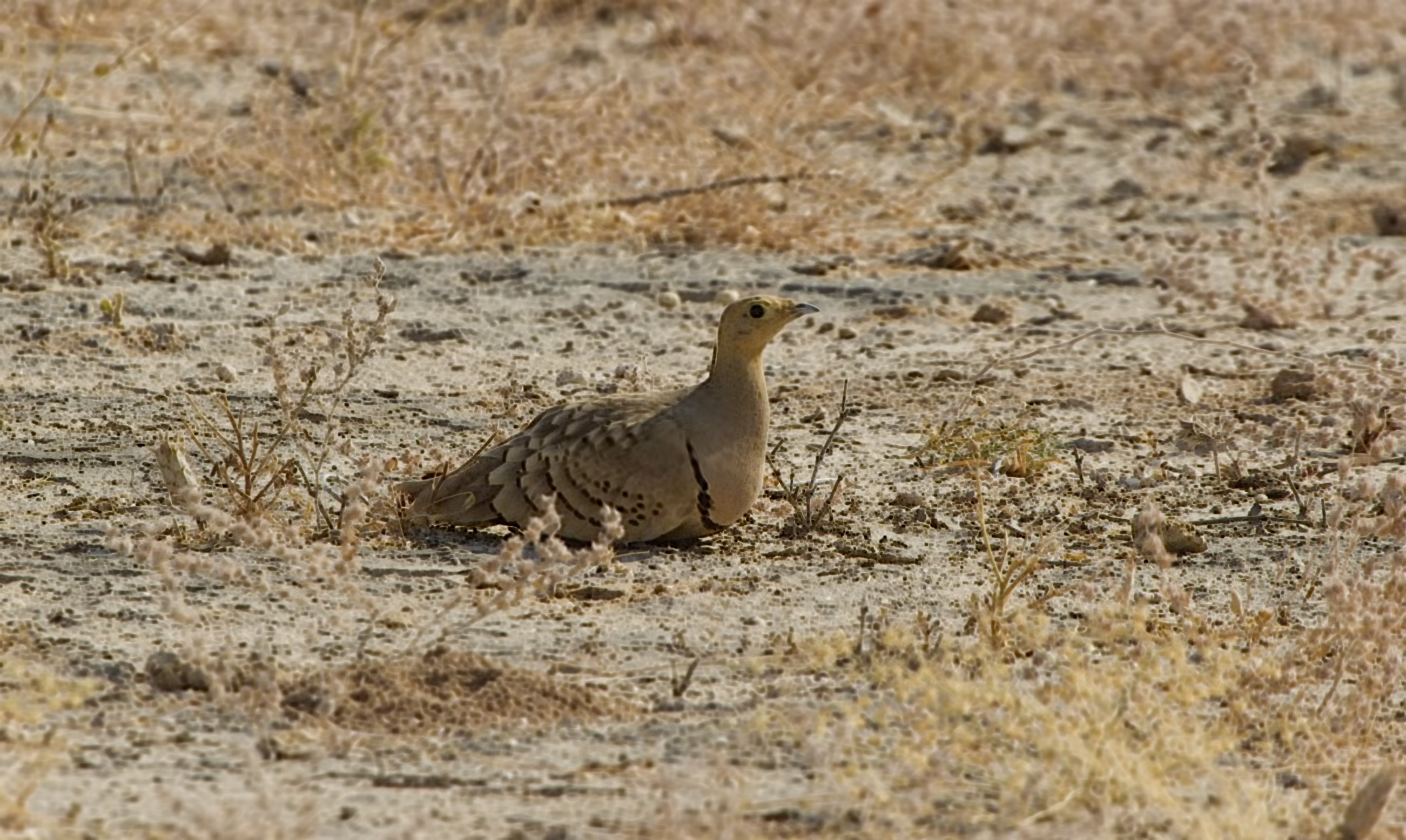
Un maschio.

Presente fino a 1700 metri d'altitudine, la grandule panciacastana frequenta le steppe sub-desertiche, le zone aride con piccoli arbusti, nonché le steppe piatte o con terreno in pendenza caratterizzate da suoli fangosi, rocciosi o ciottolosi. Evita le regioni sabbiose presenti in certe zone della loro area di diffusione. In Africa, dove il suo areale coincide con quello della grandule di Lichtenstein (Pterocles lichtensteinii), mostra una certa preferenza per gli habitat aperti privi di alberi e arbusti. In India, è presente nelle zone ricoperte da boscaglia spinosa e da sottobosco erboso che ricevono da 120 a 350 millimetri di precipitazioni annuali. Può nidificare in regioni torride dove le temperature massime estive si avvicinano ai 50 gradi, ma è possibile trovarla anche ad altitudini più elevate che beneficiano di temperature più fresche e più clementi.
La grandule panciacastana vive a cavallo di due continenti: l'Africa e l'Asia. In Africa, occupa una sottile striscia di territorio a sud del Sahara che parte dalla Mauritania e dal Senegal e giunge fino al Kenya passando per il Mali, il Niger, il Ciad, il Sudan e la Tanzania. In Asia, si trova sulle coste dell'Arabia, quelle dell'Iran e soprattutto in quasi tutto il subcontinente indiano, fatta eccezione per l'estremità meridionale e Ceylon.

## Tassonomia
Ne vengono riconosciute sei sottospecie, quattro in Africa e due in Asia:
- P. e. floweri Nicoll, 1921, diffusa dal sud della Mauritania e dal Senegambia fino al Sudan;

- P. e. exustus Temminck, 1825, endemica della valle del Nilo nella regione centrale dell'Egitto (era ritenuta quasi certamente estinta prima di essere nuovamente riscoperta recentemente nella provincia di Minya);

- P. e. ellioti Bogdanov, 1881, diffusa dal Sudan sud-orientale all'Eritrea, al nord dell'Etiopia e alla Somalia;

- P. e. olivascens (Hartert, 1909), diffusa nel Sudan del Sud sud-orientale, nel sud dell'Etiopia, in Kenya e nel nord della Tanzania;

- P. e. erlangeri (Neumann, 1909), diffusa nelle regioni sud-occidentali e meridionali della penisola arabica;

- P. e. hindustan R. Meinertzhagen, 1923, diffusa nell'Iran sud-orientale, in Pakistan e nella maggior parte dell'India.

Rappresentanti appartenenti alla sottospecie exustus o hindustan sono state introdotte con successo alle Hawaii.